# Karácsonyi cserebere
A Karácsonyi cserebere (eredeti cím: The Princess Switch) 2018-ban bemutatott amerikai karácsonyi romantikus-vígjáték, melyet Mike Rohl rendezett, Robin Bernheim és Megan Metzger írt. A főszereplők Vanessa Hudgens (kettős szerepben), Sam Palladio és Nick Sagar.
A film koncepciója, miszerint két egymással összefutó, azonos kinézetű és helyet cserélő ember Mark Twain 1881-ben írt Koldus és királyfi című regényéből származik.
A filmet 2018. november 16-án mutatta be a Netflix. Magyarországon szinkronizálva 2020. október 14-én jelent meg.

## Rövid történet
Egy hercegnő és egy cukrász nagyon hasonlítanak egymásra, ezért két napra egymás helyébe lépnek, majd meg is maradnak az új életükben.

## Cselekmény
|  | Alább a cselekmény részletei következnek! |

A tehetséges fiatal cukrász, Stacy DeNovo jól menő cukrászdát vezet Chicagóban a legjobb barátjával, Kevin Richardsszal. Kevinnek van egy Olivia nevű kislánya, aki imádja a balett táncot. Stacy nemrégiben szakított barátjával, Paullal. Karácsony előtt egy héttel Stacy megtudja, hogy Kevin a vállalkozásukat titokban benevezte egy rangos sütőversenyre Belgravia Királyságban. A jelentkezésüket elfogadják, viszont Stacy vonakodik részt venni rajta, mivel karácsony ünnepe emlékezteti a Paullal töltött kapcsolatára. Később Stacy véletlenül összefut Paullal és az új barátnőjével az utcán. Egy kedves öregúr emlékezteti rá, a karácsonyi kívánságok bármikor valóra válhatnak. Stacy beleegyezik a versenyzésbe, elmegy Kevinnel és Oliviával együtt Belgráviába.
Miután megérkeznek Belgráviába, a trió városnézést tesz, találkoznak egy karácsonyi harisnya eladóval, aki nagyon hasonlít ahhoz a kedves öregúrhoz, akivel Stacy Chicagóban találkozott. Az eladó azt tanácsolja a lánynak, spontánabban élje az életet. Miután lepakoltak a szállásukon, Stacy és Kevin elmennek a televízió stúdióba megnézni a helyszínt, ahol majd a versenyt rendezik. Stacy találkozik korábbi osztálytársával és riválisával, Briannával, a verseny címvédőjével. Brianna mintegy véletlenül leönti kávéval Stacy kötényét, ezért Stacy elmegy, hogy kimossa.
Közben Stacy összefut a montenarói hercegnővel, Edward belgráviai koronaherceg menyasszonyával, Lady Margaret Delacourttal és mindkettőjüket megdöbbenti, mennyire hasonlítanak egymásra. Margaret azt kéri, hogy két napra cseréljenek helyet, majd az idő leteltével Stacy a versenyre, Margaret pedig Edward esküvőjére térjen vissza. A kezdetben vonakodó Stacy beleegyezik, különösen, amikor Lady Margaret felajánlja Olivia támogatását, aki szeretne részt venni Belgravia elismert nyári balettprogramjában.
Stacy és Margaret gyorsan kitanítják egymást néhány személyes dologra, és viselkedésre. Olivia azonnal rájön, hogy valami nem stimmel „Stacy”-vel, amikor a titkos kézfogásukat eltéveszti, de segít megőrizni Margaret és Stacy titkát, miközben elkezd kötődni Margarethez.
Eközben Edward herceg – aki elvileg két napra elutazott volna – megváltoztatja terveit, és menyasszonyával akar időt tölteni, ami pánikba sodorja Stacyt.
George király érzi, valami nincs rendben, ezért megbízza Frank nevű inasát a megfigyelésre. Stacy alkalmazkodik az udvari élethez, elkezdi megszeretni Edward herceget, míg Margaret beleszeret Kevinbe és rájön, tetszik neki a „normális” hétköznapi élet.
Ennek ellenére ismét találkoznak a két nap leteltével, hogy mindketten visszakapják eredeti életüket. Éjszaka Brianna besurran a a stúdióba és szabotázsként elvágja Stacy keverőjének kábelét.
Frank titokban képeket készít annak igazolására, hogy Margaret és Stacy kicserélték a személyazonosságukat, és bemutatja azokat a királynőnek. A királynő a palota kertjében ugyanazzal a kedves öregúrral találkozik, aki szerint Stacy a fényképen hercegnőnek tűnik, és a királynő egyetért vele. A királynő azt javasolja, hogy Edward és Margaret adják át a díjakat a sütőversenyen.
A sütőversenyen Stacy felfedezi Brianna vandalizmusát, emiatt kézzel kell összekevernie az összetevőket. A hátráltatás ellenére Stacy és Kevin sikeresen elkészítik a tortájukat és megnyerik a verseny első díját. Az érmeket Lady Margaret és Edward herceg adja át. Stacy megpróbálja elkerülni a találkozást a hasonmásával; Edward és Kevin viszont szembesül a személycserével.
Margaret és Stacy elárulják a két férfinak, hogy a csere alatt szerelmesek lettek a mellettük lévő férfiba. Edward elmondja Stacynek, hogy szerelmes belé. Kevin ezt a vallomást már előző este megtette Margaret felé.
Egy évvel később Stacy feleségül megy Edward herceghez, ezzel belgráviai hercegnővé válik, és mindkét pár ünnepel az esküvőn. Margaret kapja el Stacy menyasszonyi csokrát, és Kevin megkérdezi tőle, mit fog csinálni újévkor. Margaret kijelenti, nincs programja, Kevin erre így válaszol: „Érdemes eltenni a csokrot”, célozva arra, hogy feleségül veszi.

## Szereplők
| Szerep                                     | Színész          | Magyar hang        |
| ------------------------------------------ | ---------------- | ------------------ |
| Margaret Delacourt, montenarói hercegnő    | Vanessa Hudgens  | Bogdányi Titanilla |
| Stacy DeNovo, cukrász Chicagóban           | Vanessa Hudgens  | Bogdányi Titanilla |
| Edward, belgráviai koronaherceg            | Sam Palladio     | Szatory Dávid      |
| Kevin Richards, Stacy társa a cukrászatban | Nick Sagar       | Fehér Tibor        |
| Frank De Luca                              | Mark Fleischmann | ?                  |
| Mrs. Donatelli                             | Suanne Braun     | ?                  |
| Olivia Richards, Kevin kislánya            | Alexa Adeosun    | ?                  |
| Caroline, belgráviai királynő              | Sara Stewart     | ?                  |
| George, belgráviai király                  | Pavel Douglas    | Rosta Sándor       |
| Brianna Michaels, Stacy riválisa           | Amy Griffiths    | ?                  |
| kedves öregember                           | Robin Soans      | Harsányi Gábor     |

Télapó (Kajtár Róbert), Óvónő (Zsurzs Kati)

## Gyártás
2018 júniusában arról számoltak be, hogy Vanessa Hudgens és Sam Palladio lesznek a Karácsonyi cserebere című Netflix-film főszereplői.
A film forgatása 2018 júniusában ért véget. A film nagy részét a Romániában található Nagykárolyban forgatták. A palotai jeleneteket a Károlyi-kastélyban vették fel.

## Megjelenés
A filmet 2018. november 16-án mutatta be a Netflix.

## Folytatás
A Karácsonyi cserebere: Az új hasonmás című folytatás 2020. november 19-én jelent meg. Vanessa Hudgens szerepet játszik a filmben, és annak egyúttal producere is.